# Régions de Serbie
 (août 2024).
 (août 2024).
Si vous disposez d'ouvrages ou d'articles de référence ou si vous connaissez des sites web de qualité traitant du thème abordé ici, merci de compléter l'article en donnant les références utiles à sa vérifiabilité et en les liant à la section « Notes et références ».
Les régions géographiques de Serbie (en serbe : Региони Србије et Regioni Srbije) situées dans la plaine pannonienne sont délimitées par les cours d'eau ; d'autres sont délimitées par des montagnes.

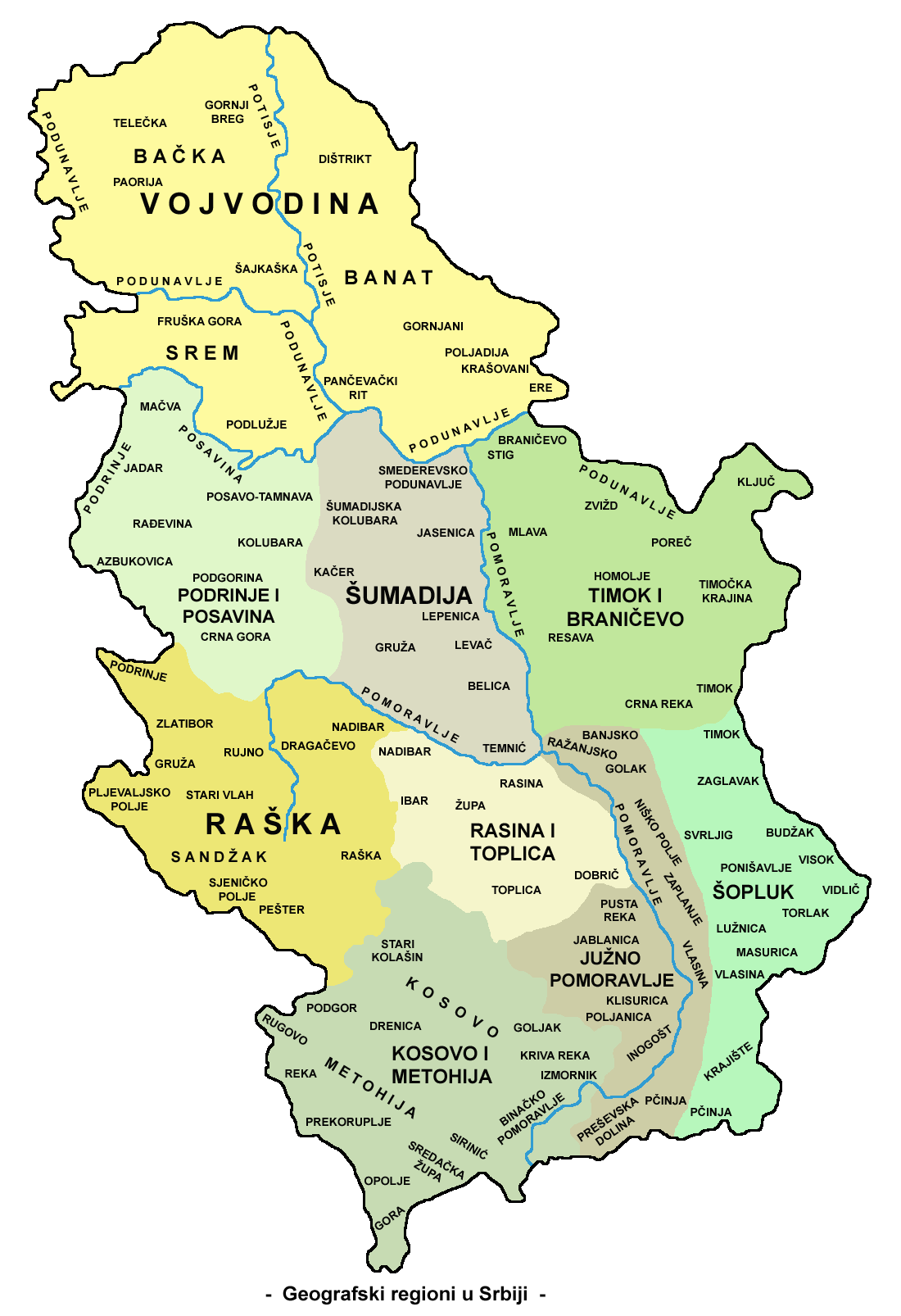
Les régions traditionnelles de la Serbie du nord au sud et d'ouest en est : la Voïvodine formée par la Bačka, le Banat et la Syrmie (Srem) ; la Podrinie-Posavine ; la Choumadie ; la Carniole Timochène-et-Branichène ; la Rascie (Raška) ; la Rassinie Toplicène (Rasina i Toplica) ; la Haute-Moravie méridionale (Južno-Pomoravlje) ; le Šopluk et le Kosovo-et-Métohie ; selon la constitution serbe, la Voïvodine et le Kosovo sont des régions autonomes serbes, mais selon le point de vue du Kosovo, ce dernier est un État indépendant (reconnu, au 22 novembre 2019, par 92 États membres de l'ONU sur 193).

Beaucoup d'entre elles possèdent un nom serbe formé à partir de la structure suivante : po+(nom d'une rivière)+je. Par exemple, la région de Podrinje s'étend le long de la Drina. D'autres portent le nom d'une montagne (par exemple Zlatibor).
Ces régions n'ont pas de statut officiel, même si certains districts administratifs leur doivent leur dénomination.
Définies par la tradition autant que par le relief, elles ne possèdent pas toujours de frontières nettement établies ; elles sont même souvent amenées à se chevaucher.

## Régions deVoïvodine(Nord de la Serbie)

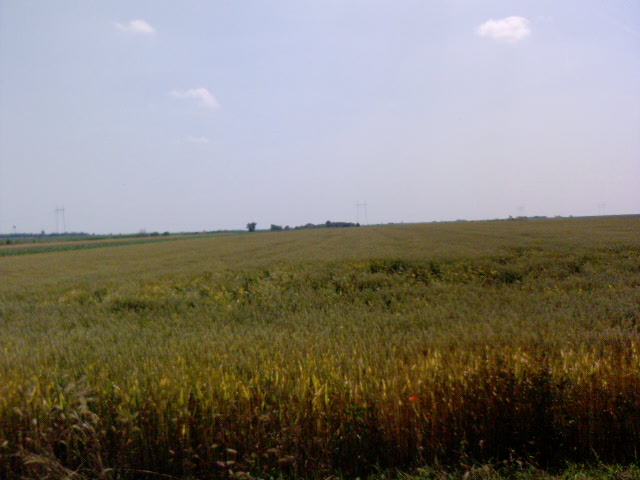
Un champ de blé près de Temerin, dans la région de la Bačka

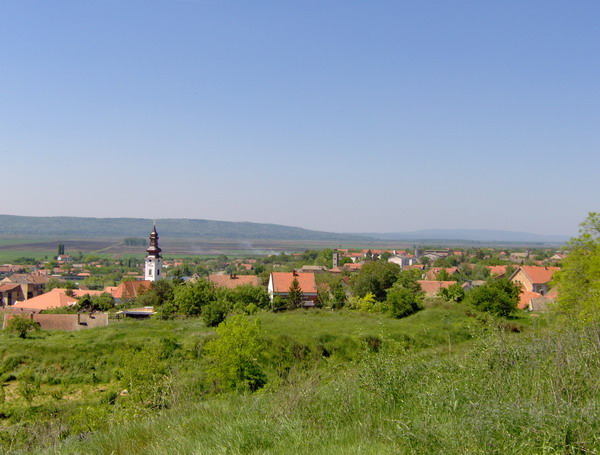
Vue générale de Titel, la capitale historique de la Šajkaška

| Région          | Villes et localités         | Notes                                                                                          |
| --------------- | --------------------------- | ---------------------------------------------------------------------------------------------- |
| Bačka           | Novi Sad, Subotica          | partiellement en Hongrie (Bácska)                                                              |
| Gornji Breg     | Gornji Breg                 | sous région de la Bačka                                                                        |
| Potisje         | Bečej, Senta                | sous région à la fois de la Bačka et du Banat                                                  |
| Šajkaška        | Temerin, Žabalj             | sous-région de la Bačka                                                                        |
| Telečka         | Vrbas, Kula                 | sous-région de la Bačka                                                                        |
| Banat           | Zrenjanin, Pančevo          | partiellement en Roumanie, en Hongrie (Bánság) et en Serbie centrale                           |
| Gornje livade   |                             | sous-région du Banat                                                                           |
| Ilandžanski Rit | Ilandža, Lokve              | sous-région du Banat                                                                           |
| Pančevački rit  | Borča, Krnjača              | sous région du Banat ; située en Serbie centrale                                               |
| Pomorišje       | Novi Kneževac, Krstur       | aujourd'hui considéré comme une sous-région du Banat ; partiellement en Hongrie et en Roumanie |
| Repište         | Knićanin                    | sous-région du Banat                                                                           |
| Veliki rit      | nord-ouest de Vršac         | sous-région du Banat                                                                           |
| Syrmie (Srem)   | Belgrade, Sremska Mitrovica | partiellement en Serbie centrale et partiellement en Croatie (Srijem)                          |
| Crni Lug        | Progar, Boljevci            | sous-région de Podlužje                                                                        |
| Kupinovski Kut  | Kupinovo                    | sous région de Podlužje                                                                        |
| Podlužje        | Jakovo, Hrtkovci            | sous région de Syrmie ; partiellement en Serbie centrale                                       |

## Régions deSerbie centrale

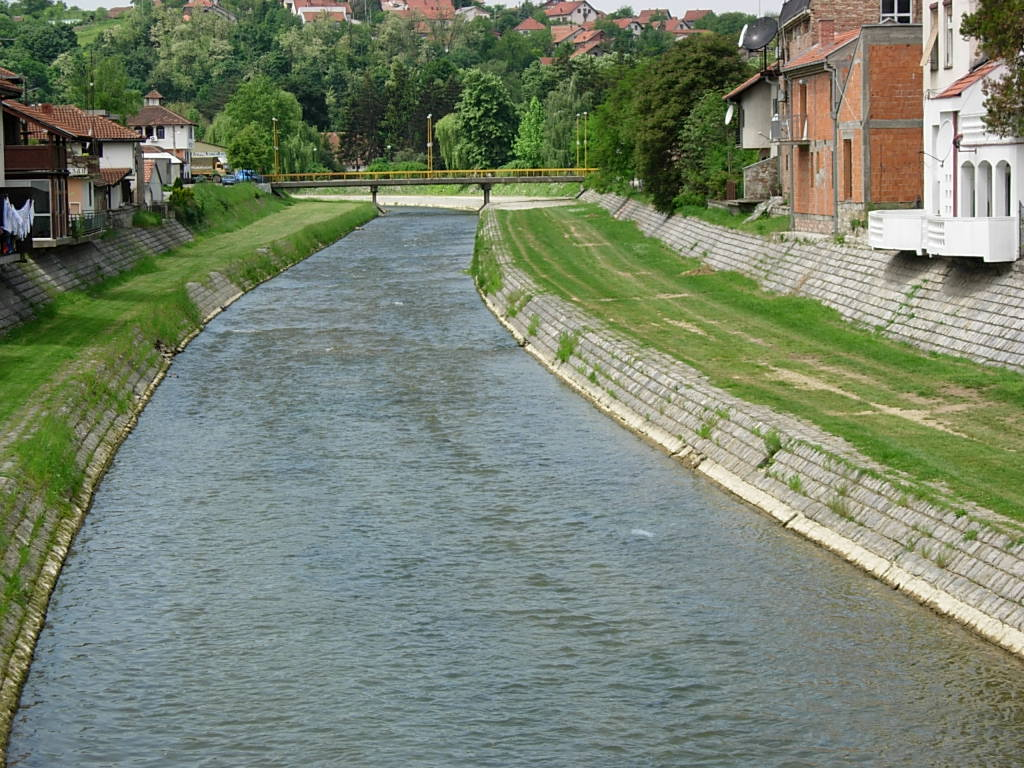
La Kolubara à Valjevo

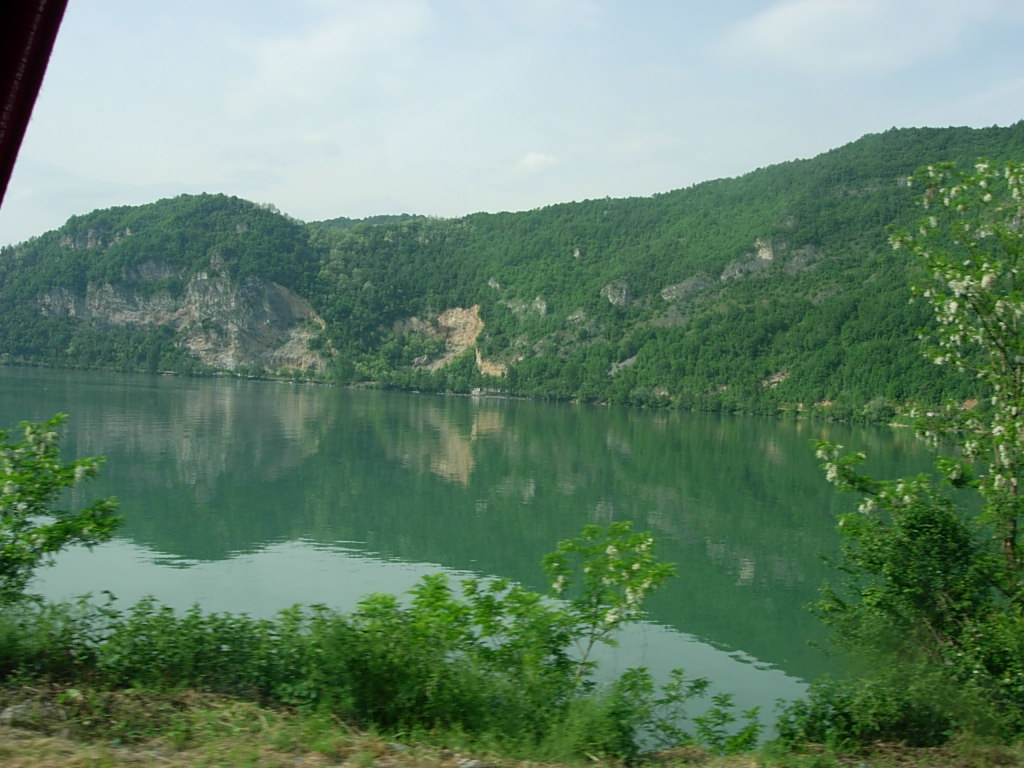
La Drina près de Bajina Bašta, dans la région de Podrinje

### Ouest
| Région     | Villes et localités   | Notes |
| ---------- | --------------------- | --- |
| Kolubara   | Valjevo, Lazarevac    | partiellement en Voïvodine                                                                                                   |
| Podgorina  | Valjevo, Mionica      | sous-région de la Kolubara (« Haute Kolubara »)                                                                              |
| Mačva      | Šabac, Bogatić        | partiellement en Voïvodine                                                                                                   |
| Pocerina   | Petkovica, Tekeriš    | |
| Podrinje   | Loznica, Bajina Bašta | partiellement en Bosnie-Herzégovine                                                                                          |
| Azbukovica | Ljubovija, Ljuboviđa  | sous-région de la région de Podrinje                                                                                         |
| Jadar      | Loznica, Osečina      | sous-région de la région Podrinje                                                                                            |
| Lešnica    | Lešnica, Lipnički Šor | sous-région de la région de Podrinje                                                                                         |
| Posavina   | Obrenovac, Zvečka     | géographiquement, elle fait partie d'une région plus importante qui s'étend en Slovénie, en Croatie et en Bosnie-Herzégovine |
| Rađevina   | Krupanj, Pecka        | |
| Tamnava    | Ub, Koceljeva         | |

### Centre

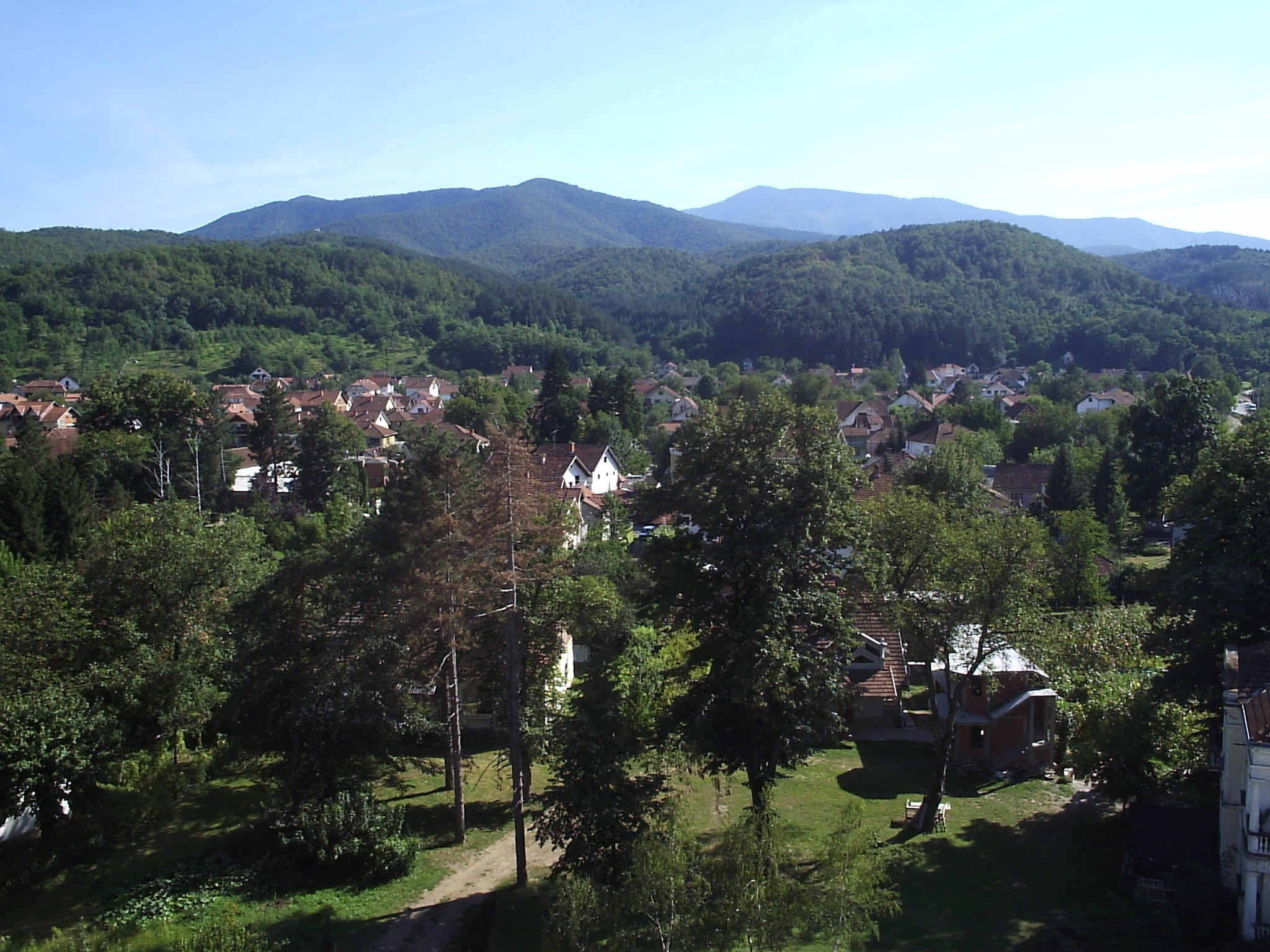
La station thermale de Mataruška Banja, près de Kraljevo, dans la région de Pomoravlje.

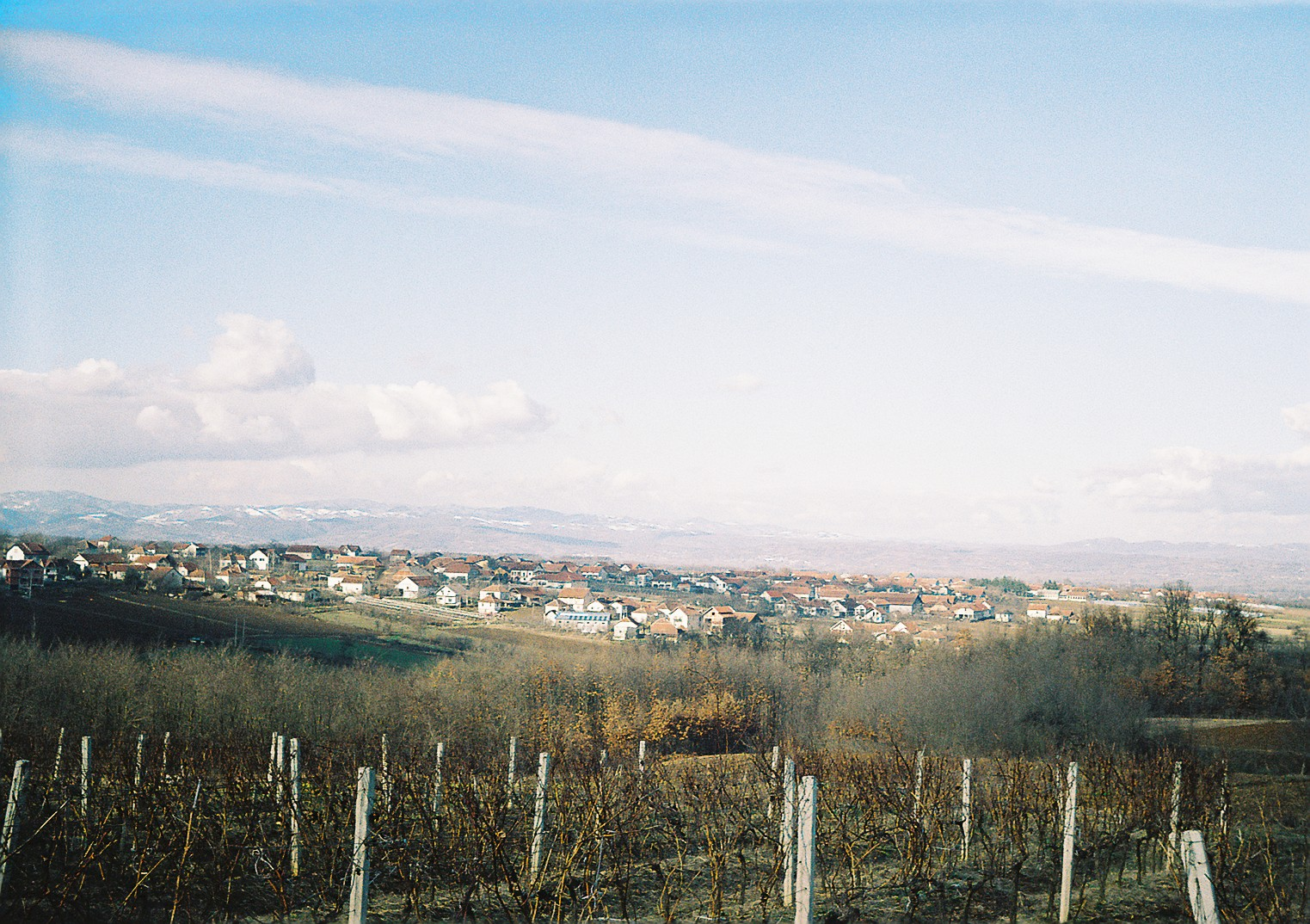
Le village de Gornja Omašnica, près de Trstenik, dans la région de la Šumadija

| Région             | Villes et localités              | Notes                                                                               |
| ------------------ | -------------------------------- | ----------------------------------------------------------------------------------- |
| Šumadija           | Belgrade, Kragujevac             |                                                                                     |
| Belica             | Jagodina, Majur                  | sous-région de la Šumadija                                                          |
| Gruža              | Knić, Gruža                      | sous-région de la Šumadija                                                          |
| Jasenica           | Aranđelovac, Smederevska Palanka | sous-région de la Šumadija                                                          |
| Kačer              | Ljig, Belanovica                 | sous-région de la Šumadija                                                          |
| Kosmaj             | Mladenovac, Sopot                | sous-région de la Šumadija                                                          |
| Lepenica           | Kragujevac, Batočina             | sous-région de la Šumadija                                                          |
| Levač              | Rekovac, Velike Pčelice          | sous-région de la Šumadija ; autrefois [Quand ?] appelée Levče                      |
| Lugomir            |                                  | sous-région de la Šumadija                                                          |
| Temnić             | Varvarin, Velika Drenova         | sous-région de la Šumadija                                                          |
| Podunavlje         | Smederevo, Grocka                |                                                                                     |
| Veliko Pomoravlje  | Velika Plana, Ćuprija            | fait partie de la région de Pomoravlje                                              |
| Zapadno Pomoravlje | Čačak, Kraljevo                  | fait partie de la région de Pomoravlje                                              |
| Crna Gora          | Kosjerić, Ježevica               | sous-région de la région Zapadno Pomoravlje ; à ne pas confondre avec le Monténégro |
| Rasina             | Kruševac, Parunovac              |                                                                                     |
| Župa               | Aleksandrovac, Gornje Rataje     |                                                                                     |

### Est

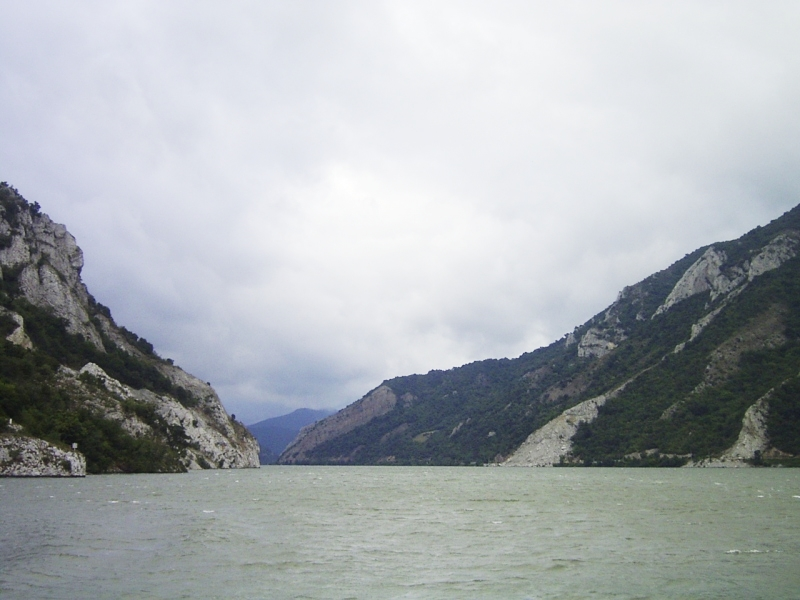
Les Portes de Fer, près de Donji Milanovac, dans la région de Poreč

| Région             | Villes et localités             | Notes                                     |
| ------------------ | ------------------------------- | ----------------------------------------- |
| Banja              | Sokobanja, Mozgovo              |                                           |
| Braničevo          | Veliko Gradište, Carevac        |                                           |
| Crna Reka          | Podgorac, Gamzigrad             |                                           |
| Homolje            | Žagubica, Krepoljin             |                                           |
| Ključ              | Kladovo, Brza Palanka           |                                           |
| Kučaj              |                                 | peu peuplée                               |
| Mlava              | Petrovac na Mlavi, Veliko Laole |                                           |
| Negotinska Krajina | Negotin, Jabukovac              |                                           |
| Poreč              | Donji Milanovac, Rudna Glava    | à ne pas confondre avec Poreč, en Croatie |
| Stig               | Kostolac, Malo Crniće           |                                           |
| Svrlig             | Svrljig                         |                                           |
| Resava             | Svilajnac, Despotovac           |                                           |
| Timočka Krajina    | Zaječar, Knjaževac              |                                           |
| Visok              | au nord de Dimitrovgrad         |                                           |
| Zaglavak           | à l'est de Knjaževac            |                                           |
| Zvižd              | Kučevo, Neresnica               |                                           |

### Sud-ouest

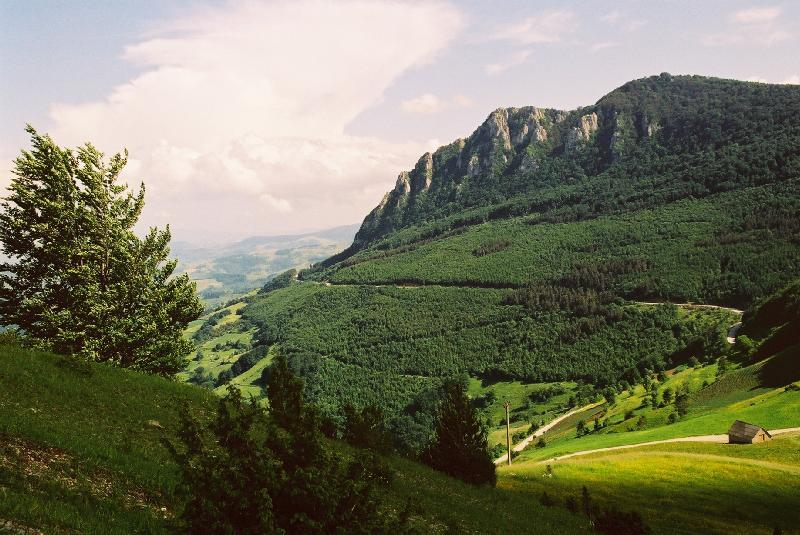
Paysage près d'Ivanjica, dans la région de la Moravica

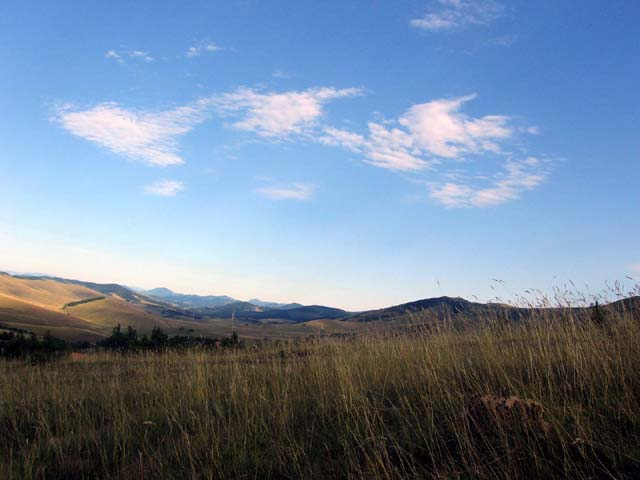
Paysage des monts Zlatibor

| Région          | Villes et localités | Notes |
| --------------- | ------------------- | --- |
| Stari Vlah      | Priboj, Prijepolje  | partiellement en Bosnie-Herzégovine et au Monténégro; autrefois [Quand ?] appelée Dabar (partie ouest) et Jelci (partie est) |
| Dragačevo       | Lučani, Guča        | sous-région de la région de Stari Vlah                                                                                       |
| Ibarski Kolašin | Tutin, Zubin Potok  | sous-région de la région de Stari Vlah ; également appelée Stari Kolašin; partiellement au Kosovo                            |
| Komarani        | Brodarevo, Gostun   | sous-région de la région de Polimlje ; partiellement au Monténégro                                                           |
| Moravac         | Suvi Do, Đerekare   | sous-région de la région de Pešter ; partiellement au Monténégro                                                             |
| Moravica        | Ivanjica, Arilje    | sous-région de la région de Stari Vlah                                                                                       |
| Pešter          | Sjenica, Štavalj    | sous-région de la région de Stari Vlah ; partiellement au Monténégro                                                         |
| Polimlje        | Priboj, Prijepolje  | sous-région de la région de Stari Vlah ; partiellement au Monténégro                                                         |
| Raška (Rascie)  | Novi Pazar, Raška   | sous-région de la région de Stari Vlah ;                                                                                     |
| Tara            | Zaovine, Perućac    | sous-région de la région de Stari Vlah                                                                                       |
| Zlatibor        | Zlatibor, Čajetina  | sous-région de la région de Stari Vlah                                                                                       |

### Sud

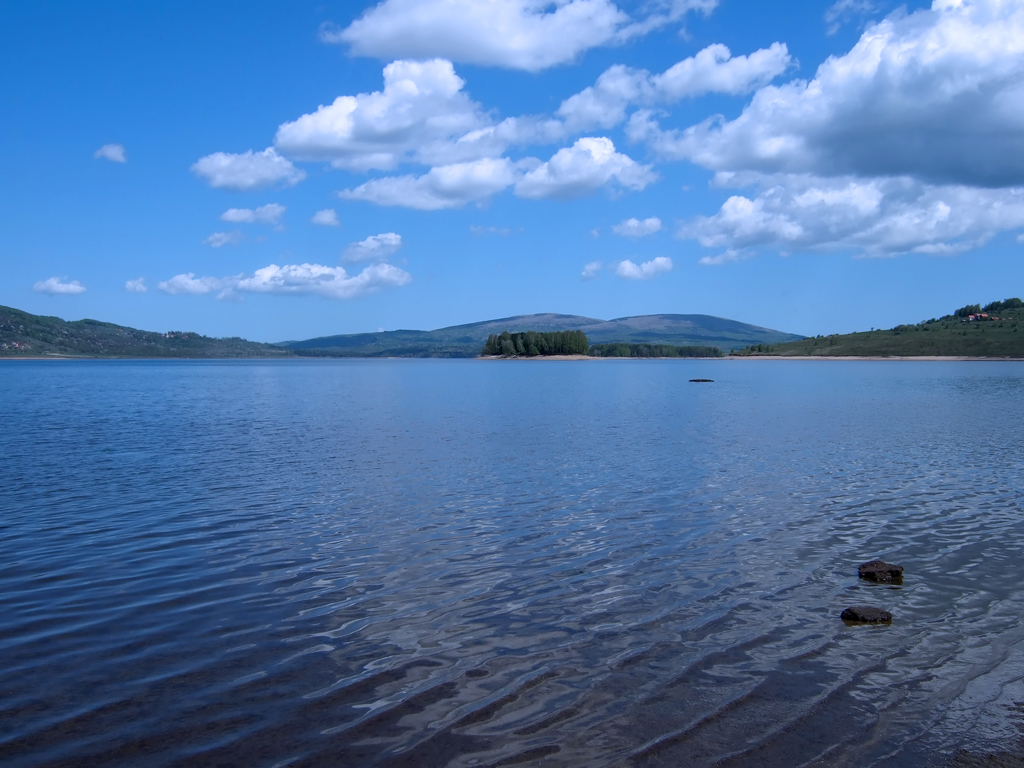
Le lac Vlasina, près de Surdulica, dans la région de la Vlasina

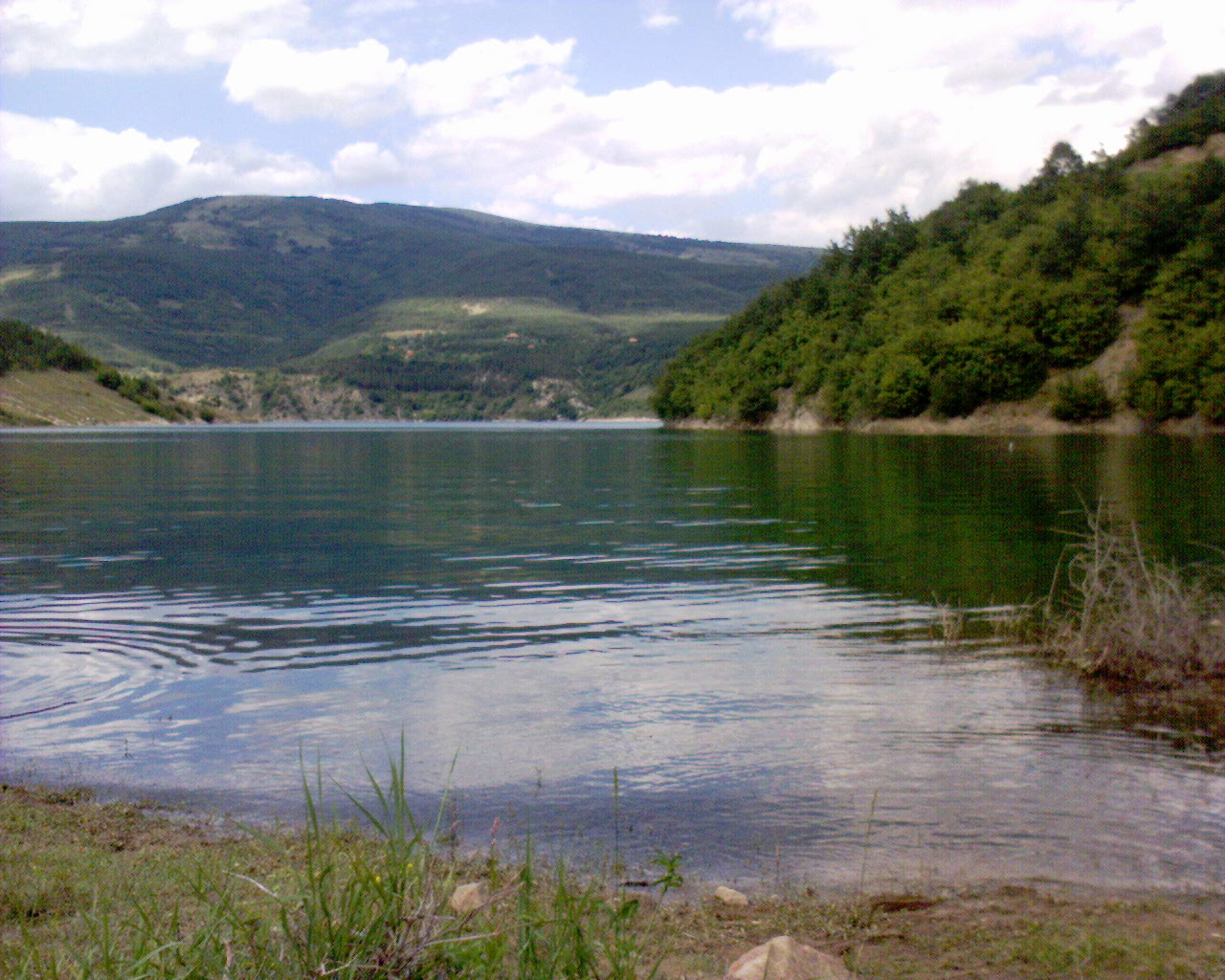
Le lac Zavoj, près de Pirot, dans la région de Ponišavlje

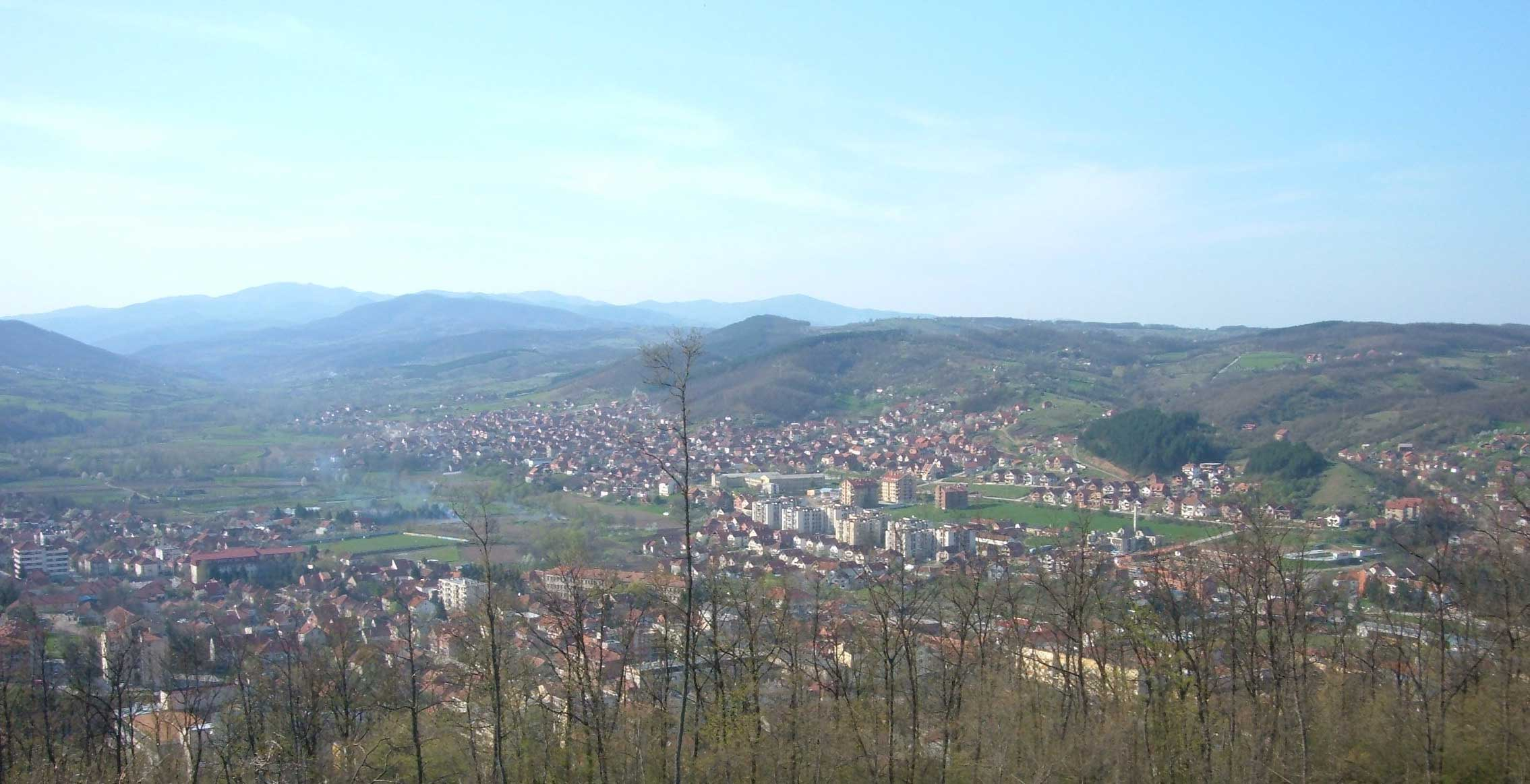
La ville de Kuršumlija, dans la région de la Toplica

| Région             | Villes et localités          | Notes |
| ------------------ | ---------------------------- | --- |
| Dobrič             | sud-est de Prokuplje         | |
| Golak              | nord-est de Svrljig          | |
| Goljak             | Tulare, Medveđa              | partiellement au Kosovo |
| Jablanica          | Leskovac, Lebane             | autrefois [Quand ?] appelée Glbočica |
| Južno Pomoravlje   | Vranje, Vladičin Han         | |
| Binačko Pomoravlje | Gnjilane, Bujanovac          | sous-région de la région de Južno Pomoravlje ; également appelée Gornja Morava ; partiellement au Kosovo                                     |
| Inogošte           | ouest de Vranje              | sous région de la région de Južno Pomoravlje                                                                                                 |
| Krajište           | Bosilegrad                   | |
| Lužnica            | Babušnica                    | |
| Pčinja             | Trgovište                    | |
| Poljanica          | sud de Lebane                | |
| Ponišavlje         | Niš, Pirot                   | partiellement en Bulgarie |
| Pusta Reka         | Bojnik, Pukovac              | |
| Sirinić            | Štimlje, Brezovica           | |
| Toplica            | Prokuplje, Kuršumlija        | |
| Vlasina            | Crna Trava                   | |
| Zaplanje           | Gadžin Han                   | |
| Znepolje           | Strezimirovci                | partiellement en Bulgarie (Знеполе) |
| Žegligovo          | Gadžin Han                   | partiellement en Macédoine |
| Vallée de Preševo  | Preševo, Miratovac, Oraovica | sous-région de la région de Žegligovo ; créée politiquement au début des années 2000 ; son nom géographique est dépression de Vranje-Preševo |

## Régions du Kosovo
Des noms serbes avaient été donnés pour découper le Kosovo. Ce découpage est devenu en 2008 assez virtuel puisque le Kosovo, qui était sous administration internationale depuis 1999, a proclamé unilatéralement son indépendance. Les habitants de la partie nord du Kosovo ont réclamé leur rattachement à la Serbie, cette partie correspondant à trois municipalités du Kosovo.
| Région             | Villes et localités         | Notes |
| ------------------ | --------------------------- | --- |
| Goljak             | Tulare, Medveđa             | partiellement en Serbie centrale                                                                                  |
| Gora               | Dragaš, Restelica           | partiellement en Serbie                                                                                           |
| Južno Pomoravlje   | Vranje, Vladičin Han        | partiellement en Serbie centrale                                                                                  |
| Binačko Pomoravlje | Gnjilane, Bujanovac         | sous-région de la région de Južno Pomoravlje ; également appelée Gornja Morava ; partiellement en Serbie centrale |
| Izmornik           | Kosovska Kamenica, Koretin  | sous-région de la région de Južno Pomoravlje                                                                      |
| Malo Kosovo        | Podujevo, Glavnik           | |
| Gornji Lab         | nord de Podujevo            | |
| Metohija           | Prizren, Peć                | autrefois [Quand ?] appelée Hvosno (partie nord) et Patkovo (partie sud)                                          |
| Has                | Đakovica, Velika Kruša      | sous-région de la Metohija ; partiellement en Albanie                                                             |
| Opolje             | Žur                         | sous-région de la Metohija                                                                                        |
| Podgor             | Istok                       | sous-région de la Metohija                                                                                        |
| Podrima            | Orahovac, Klina             | sous-région de la Metohija                                                                                        |
| Prekoruplje        | nord-est d'Orahovac         | sous-région de la Metohija                                                                                        |
| Rugovo             | ouest de Peć                | sous-région de la Metohija                                                                                        |
| Veliko Kosovo      | Priština, Uroševac          | également appelée Kosovo Polje                                                                                    |
| Drenica            | Glogovac, Srbica            | sous-région de la région de Veliko Kosovo                                                                         |
| Nerodimlje         | Uroševac, Gornje Nerodimlje | sous-région de la région de Veliko Kosovo                                                                         |